# Plegafulles olivaci
El plegafulles olivaci (Automolus infuscatus) és una espècie d'ocell de la família dels furnàrids (Furnariidae)

## Hàbitat i distribució
Habita el sotabosc de la selva humida de l'est de Colòmbia, sud de Veneçuela, Guaiana, est de l'Equador, est del Perú i Amazònia del Brasil.